# Parigné-le-Pôlin
Parigné-le-Pôlin is een gemeente in het Franse departement Sarthe (regio Pays de la Loire). De plaats maakt deel uit van het arrondissement La Flèche. Parigné-le-Pôlin telde op 1 januari 2022 1.038 inwoners.

## Geografie
De oppervlakte van Parigné-le-Pôlin bedroeg op 1 januari 2022 13,85 vierkante kilometer; de bevolkingsdichtheid was toen 74,9 inwoners per km².

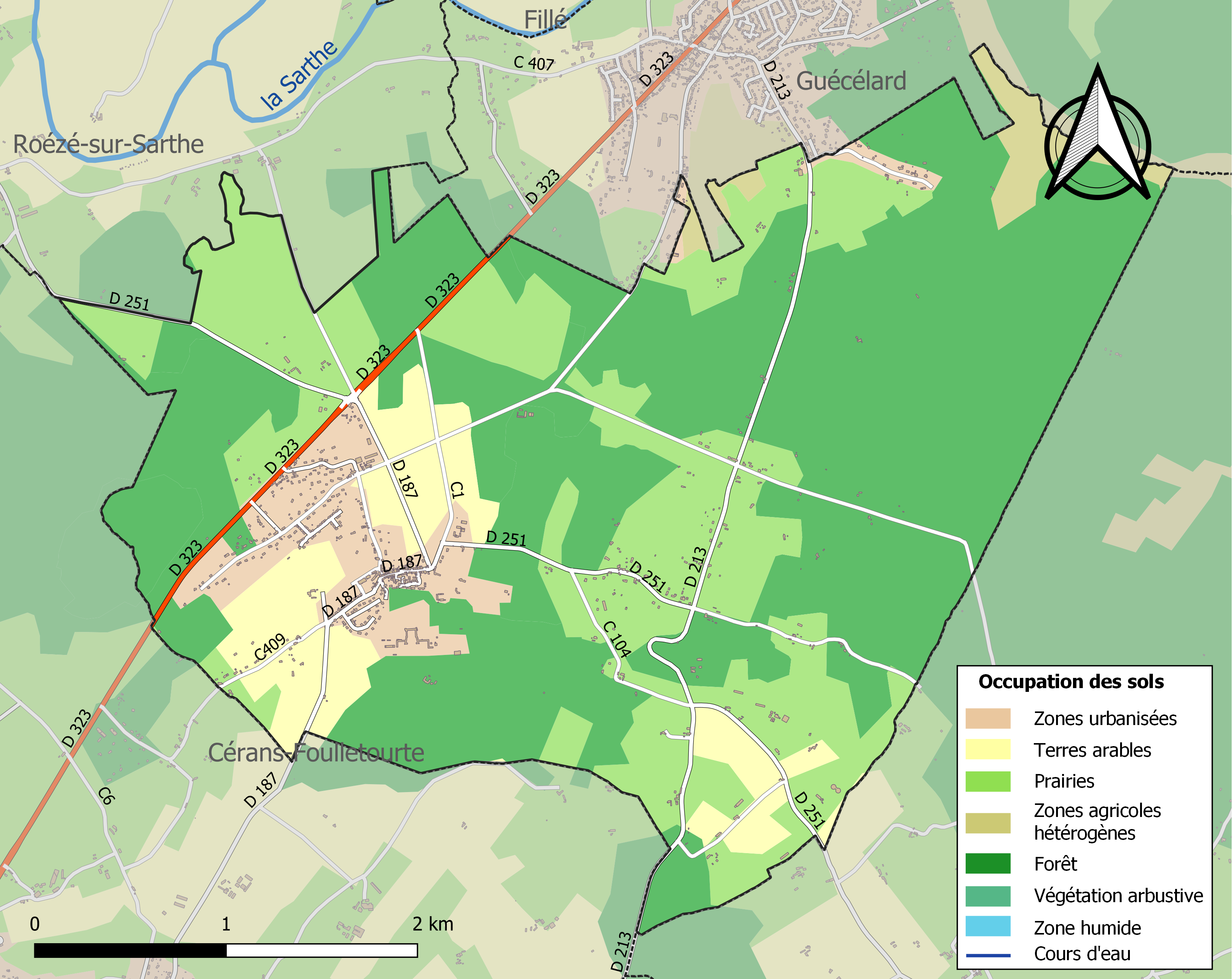
Kaart van de gemeente met de belangrijkste infrastructuur, bodemgebruik en omliggende gemeenten

## Demografie
Onderstaande figuur toont het verloop van het inwonertal (bron: INSEE-tellingen).